# Grimaucourt-en-Woëvre
Grimaucourt-en-Woëvre é uma comuna francesa na região administrativa de Grande Leste, no departamento de Meuse. Estende-se por uma área de 5,69 km². Em 2010 a comuna tinha 105 habitantes (densidade: 18,5 hab./km²).